# Fernando Centeno Güell
Fernando Centeno Güell (* 2. Dezember 1907 in San José, Costa Rica; † 15. September 1993) war ein Schriftsteller und Mitbegründer der schulischen Sonderpädagogik in Costa Rica.

## Leben und Wirken
Nachdem er seine erste Ausbildung in seiner Heimatstadt absolviert hatte, besuchte er die Universität Complutense Madrid und absolvierte dort ein Studium mit Schwerpunkt Sonderpädagogik. Für sein Studium der speziellen Lehrmethoden für Blinde, Taube und Stumme erhielt er ein Stipendium der Vereinigten Staaten. 1940 gründete Güell in seiner Heimatstadt ein Sonderpädagogisches Förderzentrum, welches später zu seinen Ehren den Namen Centro Nacional de Educación Especial Fernando Centeno Güell bekam.
Von 1962 bis 1963 war er als Professor und Direktor an der ersten Sonderpädagogischen Fakultät für Lehrerausbildung an der Universidad de Costa Rica. Im Anschluss daran übernahm er für 12 Jahre die Koordination der Abteilung für rehabilitative Therapie am nationalen Krankenhaus für Psychisch Kranke.
Bereits 1926 veröffentlichte Güell seinen ersten vom Symbolismus beeinflussten Gedichtband unter dem Titel Lirios y cardos (dt. Lilien und Disteln). Ein Jahr später folgte La mendiga del pinar (dt. Der Bettler der Kiefern). Insgesamt veröffentlichte er 18 Bücher.